# Bokkenbuurt
De Bokkenbuurt is een buurt in Utrecht-Zuid in de Nederlandse provincie Utrecht. De buurt vormt samen met Nieuw Hoograven de subwijk Hoograven, die weer deel uitmaakt van de wijk Zuid. De Bokkenbuurt grenst alleen direct aan de subwijk Tolsteeg en aan de Begraafplaats Tolsteeg; van de wijk Lunetten wordt de Bokkenbuurt gescheiden door de Waterlinieweg, en aan de overkant van de Spoorlijn Amsterdam - Elten (ri. Arnhem) en de Spoorlijn Utrecht - Boxtel (ri. Den Bosch) liggen de Watervogelbuurt en de begraafplaatsen Kovelswade (aan de Koningsweg 47) en begraafplaats Soestbergen (aan de Gansstraat 167).
Er was tot september 1974 een spoorwegovergang naar de Bokkenbuurt in het Houtensepad vanuit de Watervogelbuurt. Deze spoorwegovergang was voor alle verkeer. Tegenwoordig is er alleen een fietstunnel onder het spoor, ca 300 meter noordelijker.

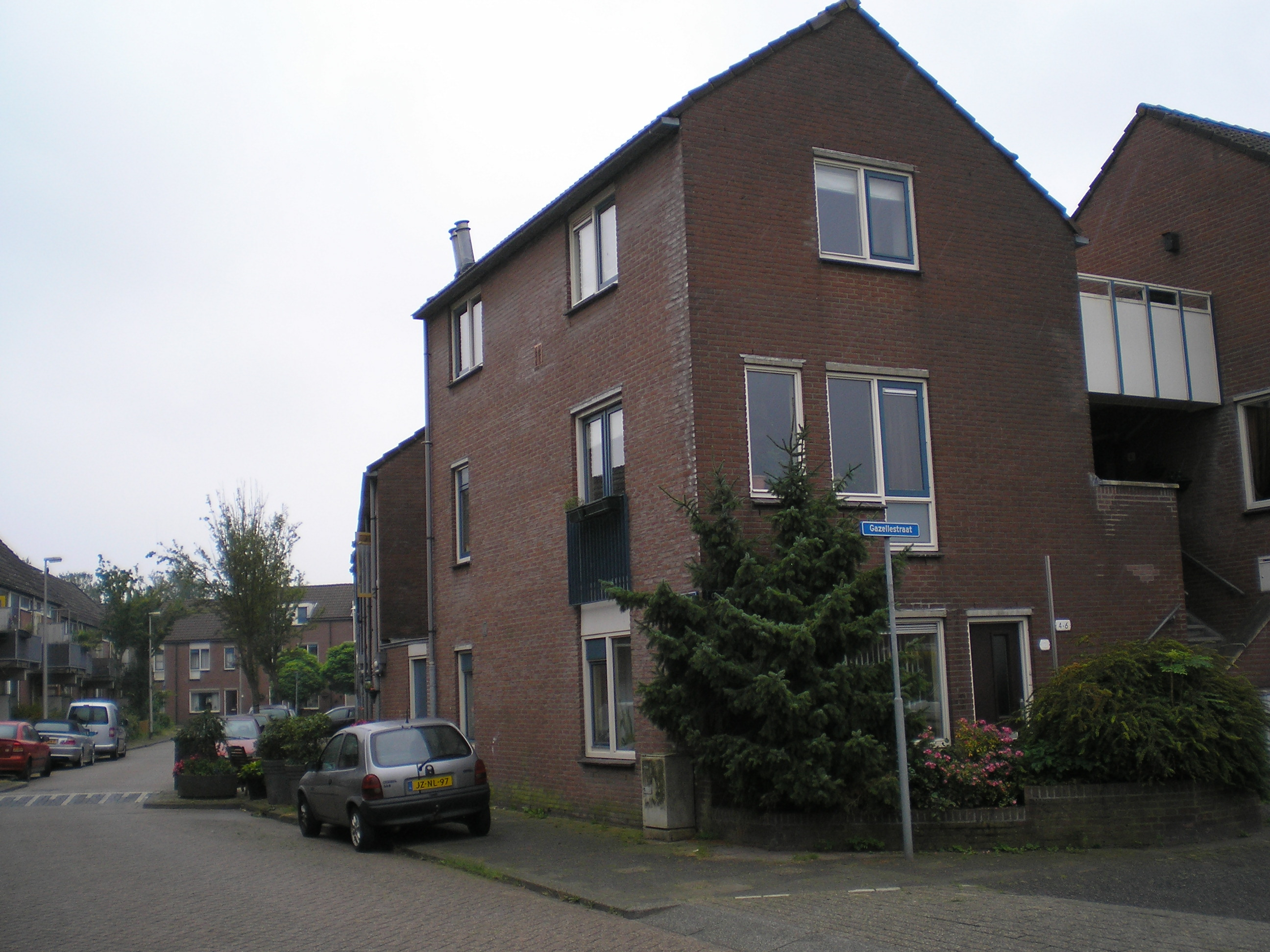
Nieuwbouw in de Utrechtse Bokkenbuurt.

Vanaf eind jaren '70 werd de historische bebouwing van de Bokkenbuurt bijna helemaal vervangen door nieuwbouw in het kader van de stadsvernieuwing. Alleen de Impalastraat werd later nieuw toegevoegd aan de buurt, inclusief een rij huizen die deels in de geluidswal langs de spoorlijn zijn ingebouwd.

## Straten
Straten, laan en hof in de Bokkenbuurt:
- Bokstraat
- Elandplein
- Gazellestraat
- Gemsstraat
- Hertestraat
- Hertehof
- Houtensepad
- Impalastraat
- Kariboestraat
- Laan van Kovelswade
- Lamstraat
- Reestraat
- Rendierstraat
- Schaapstraat

Bokkenbuurt · Lunetten · Nieuw Hoograven · Oud Hoograven · Tolsteeg en Rotsoord